# Витендерп
Витендерп (њем. Wittendörp) општина је у њемачкој савезној држави Мекленбург-Западна Померанија. Једно је од 89 општинских средишта округа Лудвигслуст. Према процјени из 2010. у општини је живјело 2.972 становника. Посједује регионалну шифру (AGS) 13054124.

## Географски и демографски подаци
Витендерп се налази у савезној држави Мекленбург-Западна Померанија у округу Лудвигслуст. Општина се налази на надморској висини од 34 метра. Површина општине износи 104,5 km². У самом мјесту је, према процјени из 2010. године, живјело 2.972 становника. Просјечна густина становништва износи 28 становника/km².